# 林博托
林博托（Limboto）是印度尼西亚哥伦打洛省的一个城镇，是哥伦打洛县的县治所在，位于苏拉威西岛米纳哈萨半岛中部内陆，东南距省首府哥伦打洛15公里，南滨林博托湖。2010年统计，林博托所在的林博托区（Kecamatan Limboto）共有45,625人。

## 资料来源
1. ↑  Biro Pusat Statistik, Jakarta, 2011.